# Бельвілл (Мічиган)
Бельвілл (англ. Belleville) — місто (англ. city) в США, в окрузі Вейн штату Мічиган. Населення — 4008 осіб (2020).

## Географія
Бельвілл розташований за координатами 42°12′7″ пн. ш. 83°28′58″ зх. д. / 42.20194° пн. ш. 83.48278° зх. д. (42.201917, -83.482812).  За даними Бюро перепису населення США в 2010 році місто мало площу 3,11 км², з яких 2,94 км² — суходіл та 0,17 км² — водойми.

## Демографія
Згідно з переписом 2010 року, у місті мешкала 3991 особа в 1755 домогосподарствах у складі 1005 родин. Густота населення становила 1284 особи/км².  Було 1965 помешкань (632/км²).
Расовий склад населення:
| - 80,6 % — білих - 14,1 % — чорних або афроамериканців - 0,8 % — азіатів - 0,4 % — корінних американців - 1,0 % — осіб інших рас |

До двох чи більше рас належало 3,2 %. Частка іспаномовних становила 3,8 % від усіх жителів.
За віковим діапазоном населення розподілялося таким чином: 21,9 % — особи молодші 18 років, 63,5 % — особи у віці 18—64 років, 14,6 % — особи у віці 65 років та старші. Медіана віку мешканця становила 40,0 року. На 100 осіб жіночої статі у місті припадало 87,6 чоловіків;  на 100 жінок у віці від 18 років та старших — 85,3 чоловіків також старших 18 років.
Середній дохід на одне домашнє господарство  становив 58 715 доларів США (медіана — 45 452), а середній дохід на одну сім'ю — 70 348 доларів (медіана — 58 068). Медіана доходів становила 49 977 доларів для чоловіків та 39 583 долари для жінок. За межею бідності перебувало 16,3 % осіб, у тому числі 23,9 % дітей у віці до 18 років та 12,4 % осіб у віці 65 років та старших.
Цивільне працевлаштоване населення становило 1669 осіб. Основні галузі зайнятості: освіта, охорона здоров'я та соціальна допомога — 23,1 %, виробництво — 16,5 %, мистецтво, розваги та відпочинок — 11,0 %, науковці, спеціалісти, менеджери — 10,8 %.